# O2.pl
o2 – polski portal internetowy będący własnością Grupy Wirtualna Polska sp. z o.o.. (dawniej o2 sp. z o.o., a wcześniej MediaOne Sp. z o.o.). Znany przede wszystkim dzięki Komunikatorowi Tlen.pl umożliwiającemu domyślnie komunikacje z sieciami Tlen i Gadu-Gadu. Serwis był notowany w rankingu Alexa na miejscu 1791.

## Historia
o2, początkowo funkcjonujący pod nazwą go2.pl, pojawił się w 1999, debiutując jako dostawca kont pocztowych. Został stworzony przez trzech studentów Szkoły Głównej Handlowej w Warszawie: Michała Brańskiego, Jacka Świderskiego i Krzysztofa Sierotę, którzy po połączeniu działalności o2.pl i Wirtualnej Polski (wp.pl) tworzą kierownictwo spółki Wirtualna Polska Holding S.A.

## Usługi
- konto e-mail o pojemności 30 GB w czterech domenach go2.pl, o2.pl, tlen.pl i prokonto.pl[3],
- Forum dyskusyjne,
- Wiadomości – aktualności ze świata, kraju, sportu i gospodarki.
- portal randkowy

## Usługi kiedyś świadczone
- Komunikator Tlen – wyłączony 10 maja 2016 r.[4]
- Tlenofon – komunikator głosowy umożliwiający rozmowę również z sieciami PSTN, obecnie Tlenofon to oferta w pod marką FreecoNet.